# Limnephilus argenteus
Limnephilus argenteus is een schietmot uit de familie Limnephilidae. De soort komt voor in het Palearctisch en het Nearctisch gebied.